# Cacalotenango
Cacalotenango es una localidad del estado mexicano de Guerrero. Es parte del municipio de Taxco de Alarcón.

## Toponimia
El nombre «Cacalotenango» proviene de los términos en náhuatl: cacalotl, cuervo; tenamitl, muralla; co, lugar. Su significado es «en la muralla de los cuervos» o «lugar rodeado de cuervos».

## Demografía
| Gráfica de evolución demográfica |
|                                  |

| Censo | Población |
| ----- | --------- |
| 1900  | 719       |
| 1910  | 733       |
| 1921  | 558       |
| 1930  | 669       |
| 1940  | 758       |
| 1950  | 769       |
| 1960  | 951       |
| 1970  | 1 092     |
| 1980  | 1 332     |
| 1990  | 1 656     |
| 2000  | 1 918     |
| 2010  | 1 877     |
| 2020  | 2 095     |